# Provincia de Madre de Dios
Madre de Dios es una provincia de Bolivia, ubicada en el departamento de Pando. Tiene como capital provincial a la localidad de Puerto Gonzalo Moreno. La provincia Madre de Dios tiene una superficie de 10 879 km², representando el 17,04 % del departamento de Pando, cuenta con una población de 24 070 habitantes (INE 2012)
Recibe este nombre del río Madre de Dios que pasa por el norte y hace de límite interprovincial con la provincia de Manuripi

## Geografía
Se encuentra al sur del departamento, al norte del país. Limita al suroeste con la provincia de Iturralde del departamento de La Paz, al este y sureste con las provincias de General José Ballivián y  Vaca Díez del departamento del Beni por medio del río Beni, y al norte con la provincia de Manuripi.

## Demografía
De acuerdo con el censo boliviano de 2024, la población de la provincia de Madre de Dios es de 31 473 habitantes.
La población de la provincia casi se ha cuadruplicado en las últimas tres décadas:
| Año  | Habitantes | Fuente |
| ---- | ---------- | ------ |
| 1992 | 8 097      | Censo  |
| 2001 | 9 521      | Censo  |
| 2012 | 24 070     | Censo  |
| 2024 | 31 473     | Censo  |

| N.º | Municipio             | Censo 1992 | Censo 2001 | Censo 2012 | Censo 2024 | Crecimiento 1992‑2024 |
| --- | --------------------- | ---------- | ---------- | ---------- | ---------- | --------------------- |
| 1.º | Puerto Gonzalo Moreno | 2 837      | 3 810      | 8 160      | 12 006     | +323,2 %              |
| 2.º | San Lorenzo           | 3 067      | 3 471      | 7 652      | 9 203      | +200,1 %              |
| 3.º | Sena                  | 2 193      | —          | 8 258      | 10 264     | +368,0 %              |

## División política
La provincia está dividida en 3 municipios:
| Municipio                          | Capital               |
| ---------------------------------- | --------------------- |
| Municipio de Puerto Gonzalo Moreno | Puerto Gonzalo Moreno |
| Municipio de San Lorenzo           | Blanca Flor           |
| Municipio de Sena                  | Sena                  |